# Печора (река)
Вижте пояснителната страница за други значения на Печора.
Печо̀ра е голяма река в северозточната част на Европейска Русия. С дължината си от 1809 km заема 15-ото място в Русия. Протича на територията на Република Коми и Ненецкия автономен окръг на Архангелска област. Влива се в Печорския залив на Печорско море (югоизточната част на Баренцево море), Северен ледовит океан.

## География

### Извор, течение, устие
Река Печора води началото от западния склон на Северен Урал, на 680 m н.в., в югоизточната част на Коми. В началото генералната ѝ посока е предимно югозападна. От извора до устието на река Уня (ляв приток) реката има планински характер – с бързеи, прагове и сравнително голям наклон. При село Якша (след устието на левия ѝ приток Волостница) завива на север и следва тази посока през Печорската низина до устието на река Уса. В този участък долината на реката става широка до 10 km, а там където пресича ниски възвишения долината ѝ е тясна, с множество завои и силно залесена. След устието на река Уса, Печора завива на запад, като образува две големи колена, първото изпъкнало на север, а второто – на югозапад. Тук реката става пълноводна, ширината ѝ достига до 2 km, а в долината ѝ се появява обширна заливна тераса. След устието на река Пижма Печора отново завива на север, става още по-пълноводна, разбива на отделни ръкави, протоци (на руски „шары“) с множество старици. На 180 km от устието реката се дели на два главни ръкава – източен – Голяма Печора (Стара Печора) и западен – Малка Печора. По-надолу в района на град Нарян Мар Печора образува делта с ширина около 45 km, чрез която се влива от юг в Печорския залив на Печорско море (югоизточната част на Баренцево море), Северен ледовит океан. В най-долното ѝ течение приливите и отливите от Северния ледовит океан се проявяват на повече от 141 km от устието ѝ – до село Оксино.

### Водосборен басейн
Описание
Водосборният басейн на река Печора обхваща площ от 322 000 km2 и се простира на територията на Архангелска област, Коми и Ненецкия автономен окръг.
Водосборният басейн на реката граничи със следните водосборни басейни:
- на север – водосборните басейни на реките Чьорная, Море-Ю, Коротаиха и други, вливащи се в Печорско море;
- на североизток – водосборния басейн на река Кара, вливаща се в Карско море;
- на изток – водосборния басейн на река Об;
- на юг – водосборния басейн на река Кама, от басейна на Волга;
- на югозапад – водосборния басейн на река Северна Двина;
- на запад – водосборния басейн на река Мезен;
- на северозапад – водосборните басейни на реките Ома и Пьоша и други, вливащи се в Баренцево море.

Притоци
Река Печора получава множество притоци, от които 14 са с дължина над 200 km. По-долу са изброени тези 14 реки, като са показани на кой километър по течението на Печора се вливат, техните дължини, площта на водосборните им басейни, дали са леви (←) или десни (→) притоци и къде се вливат:
- ← 1400 Илич 411 km, 16 000 km2, при село Уст Илич, Република Коми;
- → 1360 Северна Милва 213 km, 5970 km2, при посьолок Троицко Печорск, Република Коми;
- ← 1037 Щугор 300 km, 9660 km2, при село Уст Щугер, Република Коми;
- → 792 Лижа 223 km, 6620 km2, при село Уст Лижа, Република Коми;
- ← 754 Уса 565 km, 93 600 km2, при село Уст Уса, Република Коми;
- ← 687 Лая 332 km, 9530 km2, на 9 km северозападно от село Щелябож, Република Коми;
- → 455 Ижма 531 km, 31 100 km2, при село Уст Ижма, Република Коми;
- → 451 Нерица 203 km, 3140 km2, северозападно от село Уст Ижма, Република Коми;
- → 419 Пижма 389 km, 5470 km2, при село Уст Цилма, Република Коми;
- → 374 Цилма 374 km, 21 500 km2, при село Уст Цилма, Република Коми;
- ← Йорса 206 km, 2520 km2, в протока Лабазки Шар, Република Коми;
- ← 267 Созва (Седзва) 215 km, 2520 km2, при изоставеното село Климовка, Република Коми;
- ← 238 Шапкина 499 km, 65 700 km2, при село Нови Бор, Република Коми;
- → Сула 353 km, 10 400 km2, югоизточно от село Великовисочное, Ненецки автономен окръг;

### Хидрология
Подхранването на Печора е смесено, като преобладава снежното. В периода на пролетното пълноводие преминава над 60% от общия отток на реката. То започва в края на април или началото на май, с максимум в средата на май в средното течение и началото на юни – в долното течение. През лятото и зимата реката е маловодна, като маловодието започва в средата на юли и продължава до края на август. В този период често се наблюдават отделни високи води в резултат на поройни дъждове. Среден годишен отток в района на с. Оксино (141 km от устието) – 4100 m3/s. Замръзва в края на октомври, а размразяването започва от горното и слиза към долното течение, което се съпровожда с големи натрупвания на ледени маси, които преграждат течението на реката и тя наводнява обширни райони.
Средномесечен отток на река Печора (m3/s) в района на с. Оксино (141 km от устието) от 1981 до 1993 г.

## Селища
По течението на реката са разположени градовете Вуктил, Печора и Нарян Мар и селищата от градски тип Троицко-Печорск и Кожва.

## Стопанско значение
Река Печора е целогодишно (без зимния сезон) плавателна до Троицко Печорск, а през пролетта и есента (при пълноводието) – до село Уст Уня. Морски кораби се изкачват по нея до град Нарян Мар (на 110 km от устието ѝ). Реката е важен транспортен път, по който се превозва дървен материал, въглища, нефтопродукти, минерални торове, строителни материали, зърнени храни и др. Главни пристанища са Нарян Мар, Уст Цилма, Печора и Троицко Печорск. Риболов. Във водосборния басейн на реката има големи находища на въглища (Печорски въглищен басейн), нефт и газ (Вуктилско, Пашнинско, Усинско и др.).